# 米川哲夫
米川 哲夫（よねかわ てつお、1925年1月3日 - 2020年9月18日）は、ロシア文学、ロシア近代史の研究者、東京大学教養学部名誉教授。

## 人物・来歴
東京外国語学校露語科を経て東京大学文学部西洋史学科卒業。1963年東京大学教養学部助教授をへて教授（ロシア文学講座）、1985年に定年退官し名誉教授。

## 家族・親族
- 父：ロシア文学者・米川正夫。その三男
- 弟(四男)：米川和夫はロシア・ポーランド文学者。明治大学教授を務めた。
- 弟(五男)：米川良夫はイタリア文学者。國學院大學教授を務めた。

## 著書
- 『トルストイ』国土社（世界伝記文庫）1980

### 翻訳
- ワシレフスカヤ『縛しめられた大地』（ソヴェト文学全集） 河出書房 1953
- エイドゥス『日本現代史』相田重夫共訳 大月書店 1956
- ソヴィエット同盟科学アカデミー東洋学研究所『極東国際政治史』相田重夫、田中陽児共訳 平凡社 1957
- 『ロシア史の時代区分』田中陽児共訳編 有斐閣（ソビエト史学叢書） 1958
- ドストエーフスキイ『罪と罰』米川正夫共訳 世界名作全集 平凡社 1960
- ドミートリイ・セルゲーエヴィチ・メレシコーフキスイ『ピョートル大帝 反キリスト』河出書房新社 1987